# Sanning med modifikation
Sanning med modifikation är en roman av Sara Lövestam, utgiven 2015 på Piratförlaget.